# Az utolsó boszorkányvadász
Az utolsó boszorkányvadász (eredeti cím: The Last Witch Hunter) 2015-ös amerikai sötét fantasztikus akció-thriller, melyet Breck Eisner rendezett, valamint Matt Sazama és Burk Sharpless írt. A főszerepben Vin Diesel, Elijah Wood, Michael Caine és Rose Leslie látható.
A filmet az Amerikai Egyesült Államokban 2015. október 23-án mutatták be, Magyarországon egy nappal hamarabb szinkronizálva, október 22-én a Big Bang Media forgalmazásában.
A projekt általánosságban negatív kritikákat kapott a kritikusoktól. A Metacritic oldalán a film értékelése 34% a 100-ból, ami 22 véleményen alapul. A Rotten Tomatoeson 17%-os minősítést kapott, 114 értékelés alapján. Bevételi szempontból azonban jól teljesített, ugyanis a 75 millió dolláros költségvetésével szemben bruttó 140 millió dollárt termelt.

## Cselekménye
Kaulder (Vin Diesel) bátor harcos, aki egyszer megölt egy hatalmas boszorkánykirálynőt. Mielőtt meghalt, megátkozta Kauldert halhatatlansággal.
Szeretett feleségétől és lányától elválasztva, akik sok évvel korábban haltak meg, jelenleg Kaulder az utolsó élő boszorkányvadász, aki a közöttünk élő gonosztevő boszorkányok nyomába ered. Amit még nem tud, hogy a Boszorkánykirálynő feltámadt, és bosszúra szomjazik.

## Szereplők
| Szereplő           | Színész               | Magyar hang        |
| ------------------ | --------------------- | ------------------ |
| Kaulder            | Vin Diesel            | Galambos Péter     |
| Chloe              | Rose Leslie           | Pálfi Kata         |
| 37. Dolan          | Elijah Wood           | Csőre Gábor        |
| 36. Dolan          | Michael Caine         | Ujréti László      |
| Belial             | Ólafur Darri Ólafsson | Schneider Zoltán   |
| Boszorkánykirálynő | Julie Engelbrecht     | Sallai Nóra        |
| Glaeser            | Rena Owen             | Andresz Kati       |
| Schlesinger        | Isaach De Bankolé     | Papucsek Vilmos    |
| Helena             | Lotte Verbeek         | Hay Anna           |
| Sonia              | Inbar Lavi            | Tarr Judit         |
| Miranda            | Aimee Carrero         | Bogdányi Titanilla |
| Bronwyn            | Bex Taylor-Klaus      | Csifó Dorina       |
| Ellic              | Joe Gilgun            | Király Attila      |
| Grosette           | Michael Halsey        | Barbinek Péter     |
| Elizabeth          | Sloane Coombs         | Gyarmati Laura     |
| Kislány            | Samara Lee            | Szűcs Anna Viola   |

## Filmzene
| #   | Cím                      | Hossz |
| --- | ------------------------ | ----- |
| 1.  | I Curse You With Life    | 8:11  |
| 2.  | Three Is Trouble         | 3:21  |
| 3.  | Judgement                | 3:12  |
| 4.  | Well Hello, Witch Hunter | 4:23  |
| 5.  | Lights Out               | 1:06  |
| 6.  | The Witch Queen          | 4:06  |
| 7.  | I Must Remember          | 3:31  |
| 8.  | Good Hunting             | 6:36  |
| 9.  | Remember Your Death      | 4:45  |
| 10. | This Isn't Real          | 3:50  |
| 11. | I Am Reborn              | 4:19  |
| 12. | You Have To Fight        | 3:01  |
| 13. | By Iron And Fire         | 11:26 |
| 14. | At Your Service          | 3:10  |